# Domingos Bertolotti
Domingos Bertolotti foi um pintor, fotógrafo, arquiteto e decorador italiano ativo no Brasil.
Chegou a Porto Alegre, no Rio Grande do Sul, em 1890, anunciando-se como pintor e decorador. Logo arranjou clientela, mas seu nome só se firmou na praça em 1892, quando foi contratado para decorar o novo palacete do Dr. Serapião Mariante, membro de conceituada família da capital. A obra foi muito elogiada na imprensa, destacando as "lindas paisagens" pintadas nas paredes da sala de jantar, de "aspecto deslumbrante", emolduradas por guirlandas e estátuas e colunatas em trompe-l'oeil. Depois disso várias outras personalidades passaram a requisitar seus préstimos. Um anúncio de 1892 apregoava suas habilidades, aceitando encomendas de "pinturas simples ou decoradas, figuras, ornatos, perspectivas, fingimentos de papel damasco, mármore e madeira, paisagens, letreiros, encarnações de santos, pintura de igrejas, afresco e óleo, frentes de edifícios imitando arquitetura moderna de alto e baixo relevo". Bertolotti tornou-se por algum tempo o principal decorador e muralista de Porto Alegre, tendo chegado à cidade em um momento em que a moda do papel de parede cedia lugar a uma nova preferência por painéis pintados.
Em 1893 abriu um estúdio de fotografia e expôs vistas de Porto Alegre e do interior na Exposição Universal de 1893 em Chicago. Na mesma época começou a trabalhar com retratos a óleo, e em 1895 iniciou paralelamente uma carreira de arquiteto e construtor. Sua primeira realização, um palacete no bairro Menino Deus, construído e decorado por ele, foi mais uma vez coberto de elogios na imprensa. No ano seguinte seu prestígio como o maior decorador da cidade foi abalado com a chegada do argentino Miguel de Sório, que rapidamente ofuscou Bertolotti. Diz Athos Damasceno que Sório tinha um talento menos brilhante, mas as redes de influência que conseguiu estabelecer lhe garantiram a primazia nas encomendas da elite. Sem deixar totalmente a decoração, conseguindo preservar alguma clientela, a partir daí Bertolotti passaria a dedicar seus maiores esforços à construção.
Construiu e decorou várias outras casas, expôs pinturas na Exposição Estadual de 1901 em Porto Alegre. e em 1904 decorou com imitação de arquitetura tridimensional e figuras alegóricas as fachadas da Farmácia Naboz e da loja de fazendas Vianna & Cia. Domingos Bertolotti prosperou e ganhou reconhecimento em Porto Alegre. Em 1915 já tinha a patente de capitão da Guarda Nacional, uma distinção honorífica na época concedida a pessoas gradas, e foi chamado de "capitalista", termo então usado para descrever grandes empresários, mas depois deste ano não há mais registro de atividade profissional. Teve pelo menos uma filha, Celia. Faleceu depois de 12 de janeiro de 1922.